# ويليام فلانغن
ويليام فلانغن (بالإنجليزية: William Henry Flanagan)‏ هو سياسي بريطاني (وحمل سابقاً جنسية المملكة المتحدة لبريطانيا العظمى وأيرلندا)، ولد في 8 أبريل 1871 بمانشستر في المملكة المتحدة، وتوفي في 21 يونيو 1944 في المملكة المتحدة. حزبياً، نشط في حزب المحافظين. في الانتخابات العامة في المملكة المتحدة 1922 ‏، انتخب عضو برلمان المملكة المتحدة الـ32 عن دائرة Manchester Clayton (UK Parliament constituency) ‏ (15 نوفمبر 1922 – 16 نوفمبر 1923) وفي الانتخابات العامة في المملكة المتحدة 1931 ‏، انتخب عضو برلمان المملكة المتحدة الـ36 عن دائرة Manchester Clayton (UK Parliament constituency) ‏ (27 أكتوبر 1931 – 25 أكتوبر 1935).